# Neel Kamal Puri
Neel Kamal Puri (em língua hindi: नील कमल पुरी, em panjabi: ਨੀਲਕਮਲ ਪੁਰੀ; Ludhiana, 14 de fevereiro de 1956) é uma escritora, colunista e professora universitária indiana. Nascida em Ludhiana, Punjab, ela cresceu no antigo estado principesco de Patiala, onde estudou na Escola Pública Yadavindra. Desde 1979, trabalha como professora de literatura inglesa em diferentes faculdades em Patiala e Chandigarh. Atualmente, leciona literatura na Faculdade Governamental para Mulheres, em Chandigarh.
Puri escreveu dois romances, The Patiala Quartet, publicado pela Penguin India, e Remember to Forget publicado pela Rupa Publications. O escritor Khushwant Singh descreveu The Patiala Quartet como uma das melhores obras de ficção inglesa escritas por um punjabi. Depois dessas histórias baseadas nas cidades em que ela nasceu e cresceu, Neel Kamal Puri está trabalhando em uma coletânea de contos, intitulada Theka Tales.